# Gare de Saint-Macaire
La gare de Saint-Macaire est une gare ferroviaire française de la ligne de Bordeaux-Saint-Jean à Sète-Ville, située sur le territoire de la commune de Saint-Macaire, dans le département de la Gironde en région Nouvelle-Aquitaine.
Elle est mise en service en 1855 par la Compagnie des chemins de fer du Midi et du Canal latéral à la Garonne (Midi). 
C'est une halte voyageurs de la Société nationale des chemins de fer français (SNCF) du réseau TER Nouvelle-Aquitaine, desservie par des trains express régionaux.

## Situation ferroviaire
Établie à 22 mètres d'altitude, la gare de Saint-Macaire est située au point kilométrique (PK) 44,411 de la ligne de Bordeaux-Saint-Jean à Sète-Ville, entre les gares de Langon et de Saint-Pierre-d'Aurillac.

## Histoire

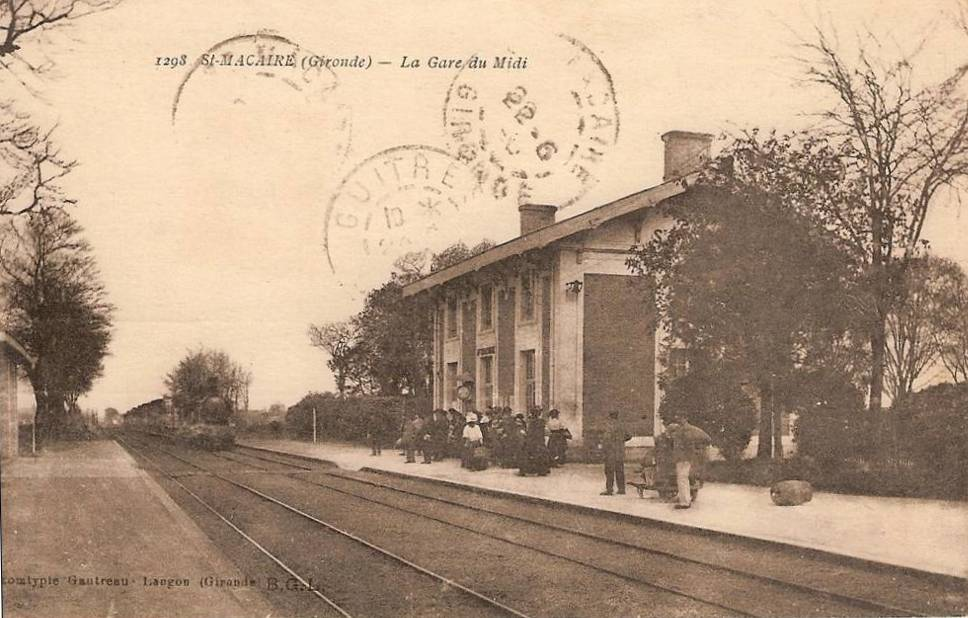
La gare au début du XXe siècle.

La station de Saint-Macaire est mise en service le 4 décembre 1855 par la Compagnie des chemins de fer du Midi et du Canal latéral à la Garonne (Midi), lorsqu'elle ouvre à l'exploitation la section de Langon à Tonneins de son chemin de fer de Bordeaux à Cette.
En 2014, c'est une halte voyageurs d'intérêt local (catégorie C : moins de 100 000 voyageurs par an de 2010 à 2011), qui dispose de deux quais et un abri.

Du 1er septembre 2019 à avril 2020, la gare est transformée en maison du peuple par les gilets jaunes du Saint-Macaire.

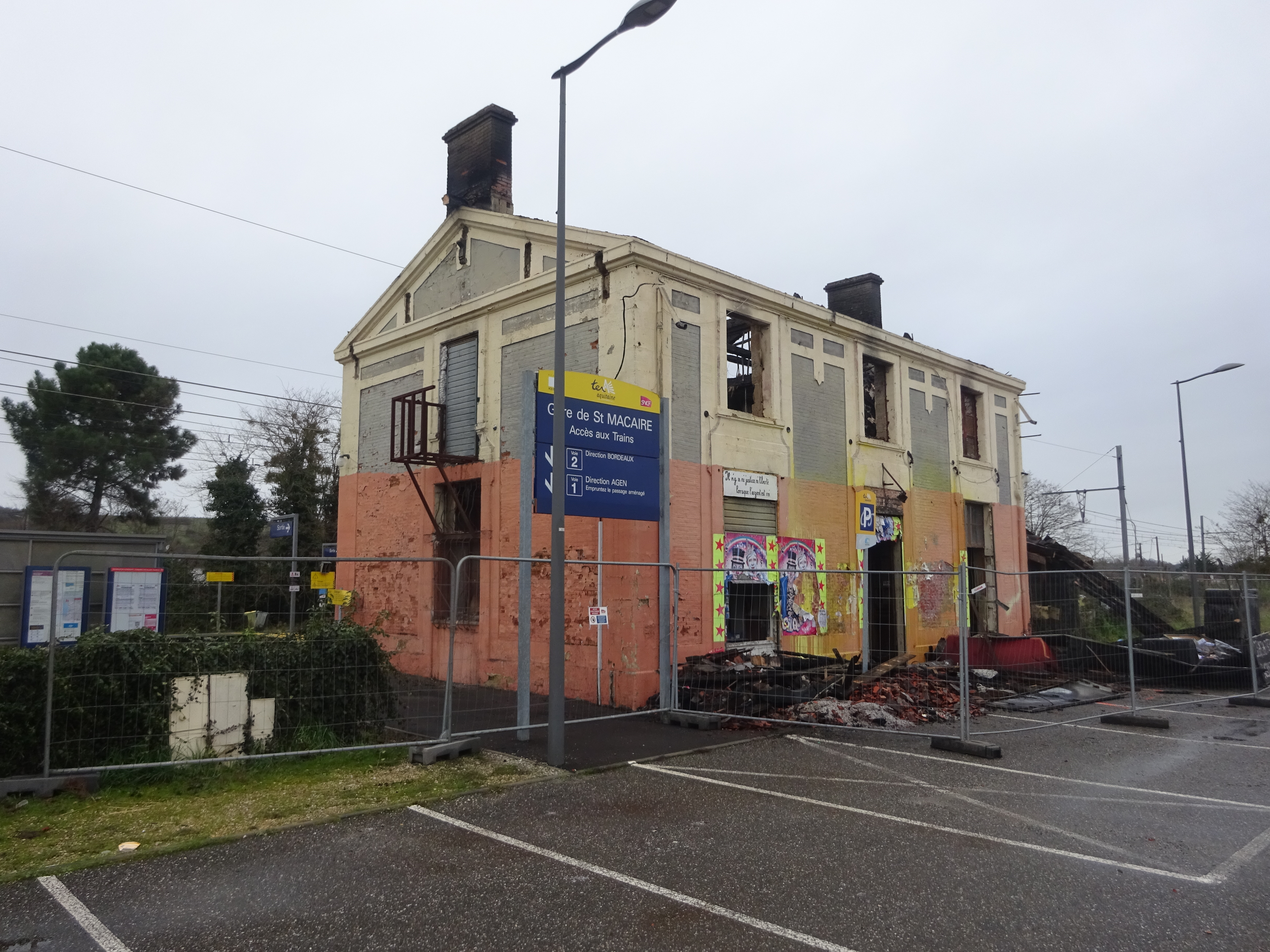
La bâtiment voyageur après l'incendie de janvier 2024.

Le 20 janvier 2024, l'ancien bâtiment voyageur est détruit par un incendie.

## Fréquentation
De 2015 à 2023, selon les estimations de la SNCF, la fréquentation annuelle de la gare s'élève aux nombres indiqués dans le tableau ci-dessous.
| Année           | 2015   | 2016   | 2017   | 2018   | 2019   | 2020   | 2021   | 2022   | 2023   |
| --------------- | ------ | ------ | ------ | ------ | ------ | ------ | ------ | ------ | ------ |
| Voyageurs seuls | 10 543 | 11 496 | 12 037 | 13 681 | 15 852 | 11 572 | 14 658 | 17 836 | 17 365 |

## Service des voyageurs

### Accueil
Halte SNCF, c'est un point d'arrêt non géré (PANG) à accès libre.

### Desserte
Saint-Macaire est une halte voyageurs du réseau TER Nouvelle-Aquitaine, desservie par des trains express régionaux de la relation Bordeaux - Langon - Agen (ligne 44).

### Intermodalité
Le stationnement des véhicules est possible à proximité.

## Patrimoine ferroviaire - Galerie de photographies

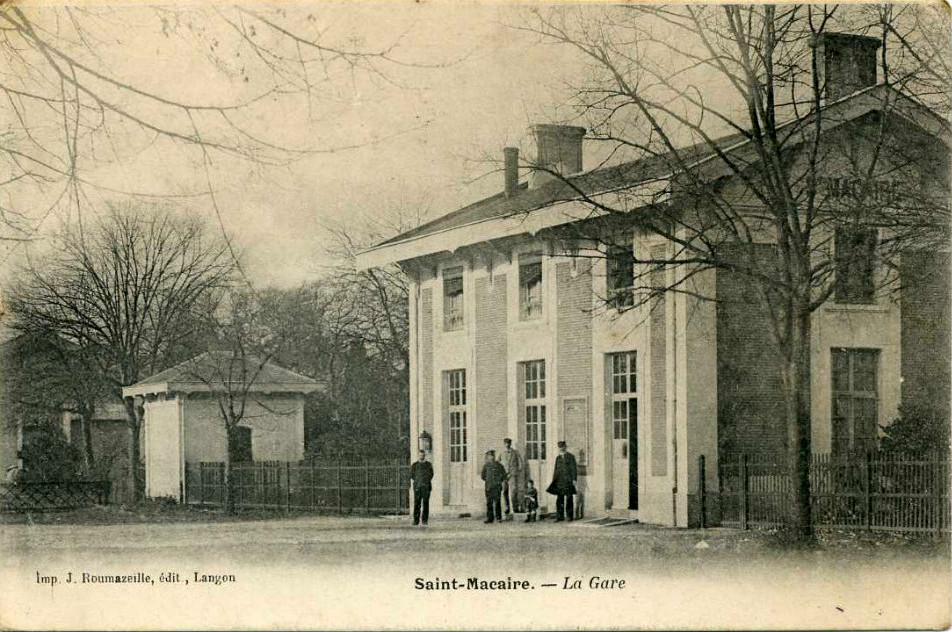
La gare au début du XXe siècle, côté cour.
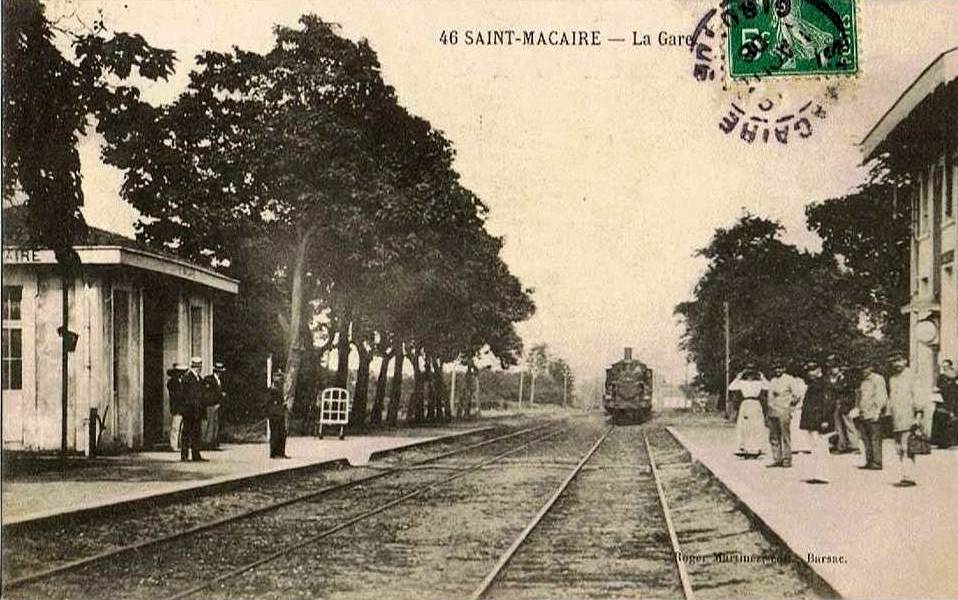
La gare au début du XXe siècle, côté voies.
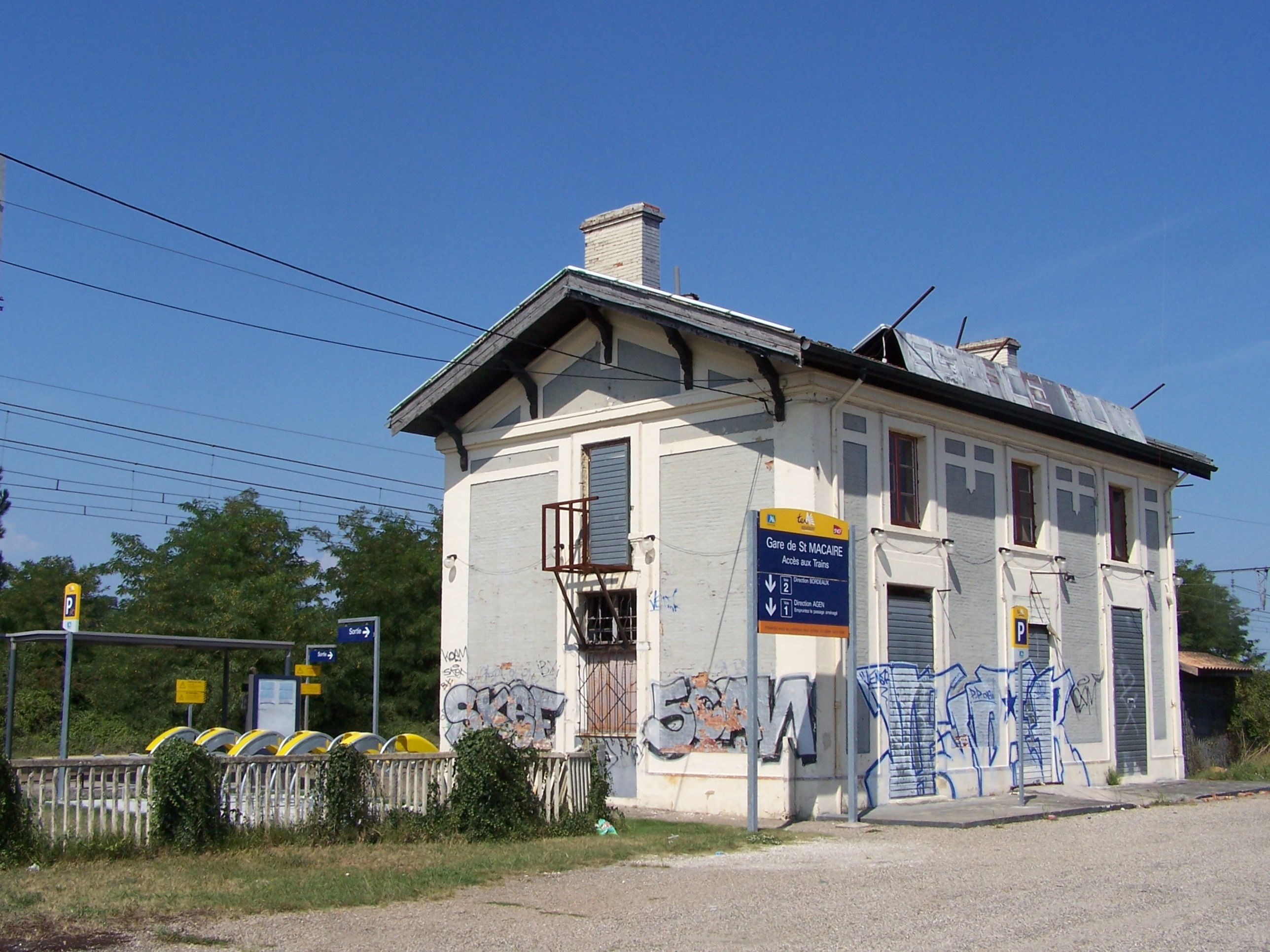
L'ancien bâtiment voyageur en 2010.